# Digital Himalaya
Digital Himalaya – projekt naukowy mający na celu zarchiwizowanie i udostępnienie w formacie cyfrowym (oraz poprzez internet) danych etnograficznych, demograficznych itp. rejonu Himalajów.
Projekt w grudniu 2000 roku zainicjowali Alan Macfarlane i Mark Turin na Wydziale Antropologii Społecznej Uniwersytetu w Cambridge. W latach 2002–2005 projekt działał na Wydziale Antropologii Uniwersytetu Cornell i w tym czasie rozpoczął współpracę z Uniwersytetem Virginia. Od 2009 roku projekt działa z powrotem w Cambridge.
Główne założenia projektu to zachowanie w archiwum cyfrowym materiałów antropologicznych z rejonu Himalajów, ze szczególnym uwzględnieniem materiałów wrażliwych na upływ czasu (filmy w różnym formacie, fotografie, zapisy audio, notatki, mapy, rzadkie czasopisma) oraz udostępnienie ich poprzez internet wraz z niezbędnymi narzędziami do wyszukiwania i pozyskiwania tych zasobów. Projekt zakłada także wydanie zbiorów na płytach DVD celem udostępnienia kolekcji potomkom autorów oryginalnych materiałów, a także by uczynić je łatwo dostępnymi dla muzeów cyfrowych.
W pierwszej fazie swojej działalności projekt skupił się na pięciu głównych kolekcjach materiałów źródłowych wraz z danymi towarzyszącymi, jak mapy, czasopisma, dane demograficzne etc.
Projekt udostępnia swoje zasoby w oparciu o licencję Creative Commons „Uznanie Autorstwa – Użycie Niekomercyjne – Bez Utworów Zależnych” w wersji 3.0.